# Valentin Hristov (sollevatore 1956)
Valentin Nikolov Hristov (in bulgaro Валентин Николов Христов?; Pernik, 15 marzo 1956) è un ex sollevatore bulgaro medagliato olimpico e campione mondiale ed europeo che ha gareggiato nella categoria dei pesi massimi (fino a 110 kg.).

## Carriera
La prima affermazione internazionale di Valentin Hristov avvenne ai Campionati europei di Verona 1974, quando, appena diciottenne, vinse la medaglia d'argento con 387,5 kg. nel totale, dietro al sovietico Valerij Ustjužin (390 kg.).
Nel 1975 Hristov vinse la medaglia d'oro ai Campionati mondiali ed europei di Mosca con 417,5 kg. nel totale, battendo il sovietico Vasilij Mažejkov (390 kg.).
L'anno seguente, dopo aver vinto la medaglia d'oro ai Campionati europei di Berlino Est con 415 kg. nel totale, prese parte alle Olimpiadi di Montréal 1976, vincendo la competizione dei pesi massimi con 400 kg. nel totale, ma venendo squalificato subito dopo la gara in quanto risultò positivo ad uno steroide anabolizzante, con assegnazione della medaglia d'oro olimpica al sovietico Jurij Zajcev (385 kg.).
Dopo un anno di squalifica Hristov rientrò alle gare in tempo per partecipare ai Campionati mondiali ed europei di Stoccarda 1977, dove conquistò la medaglia d'oro con 405 kg. nel totale.
Dopo un periodo di scarsa attività agonistica, vinse la medaglia d'argento ai Campionati mondiali di Salonicco 1979 con 402,5 kg. nel totale, battuto dal sovietico Sergej Arakelov (410 kg.).
Nel 1980 Hristov ottenne la medaglia d'argento ai Campionati europei di Belgrado con 402,5 kg. nel totale, dietro al sovietico Leonid Taranenko (420 kg.). Qualche mese dopo Valentin Hristov vinse la medaglia d'argento alle Olimpiadi di Mosca 1980 con 405 kg. nel totale, battuto nuovamente da Taranenko (422,5 kg.). In quell'anno la competizione olimpica di sollevamento pesi era valida anche come Campionato mondiale.
Dopo i Giochi Olimpici del 1980 Valentin Hristov si ritirò dall'attività agonistica, durante la quale riuscì a stabilire nove record mondiali, di cui tre nella prova di strappo, due nella prova di slancio e quattro nel totale.